# Wilhelm Christian Oettel
Wilhelm Christian Oettel (* 16. Juli 1744 in Pößneck; † 2. Februar 1829 in Saalfeld) war ein deutscher evangelischer Geistlicher und Pädagoge.

## Leben
Wilhelm Christian Oettel wurde als dritter Sohn von Christian Friedrich Oettelt, Kantor und zweiter Lehrer der Stadtschule Pößneck und dessen Ehefrau Christiane Philippine, Tochter des Pfarrers Schmidt in Catharinau bei Rudolstadt, geboren. Er hatte noch weitere zehn Geschwister. 1780 änderte er seinen Familiennamen von Oettelt zu Oettel, seine Brüder folgten ihm später.
Er besuchte die Stadtschule in Pößneck, konnte anschließend jedoch nicht die Bürgerschule zur Vorbereitung auf das Lyzeum besuchen, weil dies nur durch Privatunterricht möglich war, den seine Eltern nicht zahlen konnten. Gemeinsam mit einem weiteren Schüler der Stadtschule, dem späteren Pfarrer Johannes Michael Bernhard (1744–1796) in Jutroschin in Südpreußen, lernten sie im Eigenstudium das griechische Evangelium des Matthäus und ein lateinisches Lexikon auswendig.
Mit diesem Wissen kam er im Alter von 15 Jahren 1759 auf das Lyzeum in Saalfeld. Um dort seinen Lebensunterhalt bestreiten zu können, sang er im Chor. Nach einem fünfjährigen Aufenthalt in Saalfeld begann er 1764 ein Theologie-Studium an der Universität Leipzig, dort besuchte er die Vorlesungen von Johann August Ernesti, Christian August Crusius und Christian Fürchtegott Gellert. Um seinen Lebensunterhalt bestreiten zu können, gab er in Leipzig Privatunterricht. Jede Bemühung um ein Stipendium seiner Vaterstadt oder vom Land zu erhalten, war vergeblich, weil zu viele Studierende ihm zuvor kamen. Finanzielle Unterstützung erhielt er zudem durch seine Freunde Straßer und Johann Christian Wagner (1747–1824), späterer Geheimer Rat und Regierungsrat in Hildburghausen.
Durch die Bekanntschaft mit anderen Studierenden erhielt er die Gelegenheit, zwei Söhne der Familie von Hardenberg aus Hannover Privatunterricht zu erteilen. Später gelang es ihm durch Empfehlung eines Freundes, der inzwischen Konrektor einer Schule in Saalfeld war, eine Hauslehrerstelle in der Familie des Kunst- und Baumeisters Dähne und des Kaufmanns Falk in Leipzig zu erhalten. Zu seinen engsten Freunden in dieser Zeit gehörte Christian Friedrich von Matthäi.
1768 wurde er, nach bestandenem Examen, Kandidat in Saalfeld und 1771 promovierte er zum Doktor der Philosophie.
Am 24. November 1772 wurde er Konrektor am Lyceum in Saalfeld und nach der Versetzung des Rektor Maurer wurde er am 26. Mai 1775 zu dessen Nachfolger ernannt. In dieser Zeit unterstützte er ältere Geistliche, indem er Predigten in der Johanneskirche in Saalfeld und in den benachbarten Dorfkirchen hielt.
Am 2. November 1788 wurde er als Früh- und Hilfsprediger des Superintendenten Georg Leopold Fabel (1715–1791) eingestellt und am 4. Oktober 1794 erhielt er die Ernennung zum Hofdiakon ohne Besoldung in Saalfeld.
Nach dem Tod des Superintendenten Johann Friedrich Bernhardt (1733–1795) wurde er 1795 überraschend zum Superintendenten, Hofprediger und Oberpfarrer in Saalfeld ernannt und am 30. August 1795 durch den Generalsuperintendenten Gotthilf Friedemann Löber (1722–1799) aus Altenburg in diesem Amt eingeführt.
Am 24. November 1822 beging er sein Dienstjubiläum, hierbei überreichte der damalige erste Justizamtmann Hofrat Friedrich Ernst Carl Mereau das Patent als herzoglich-sächsischer Kirchenrat. Von der theologischen Fakultät der Universität Jena wurde ihm das Ehrendiplom als Doktor der Theologie übersandt.
Wilhelm Christian Oettel heiratete am 10. Juli 1781 die dritte Tochter des Superintendenten Fabel aus Saalfeld und war 31 Jahre verheiratet. Aus der Ehe gingen zwei Töchter und ein Sohn hervor;
- Wilhelm Oettel, dieser wurde später Archidiakon in der Kirche von Wilhelm Christian Oettel;
- Friederike Oettel, verheiratet mit dem Justizrat Christian Georg Wagner;
- Ernestine Henriette Oettel (* 1800 in Saalfeld; † unbekannt), verheiratet mit dem Kaufmann Christoph Paul Herold (1785–1860).[2][3]

## Schriften (Auswahl)
- Matthäi, Christian Friedrich von; Oettel, Wilhelm Christian:  De Aeschine Oratore.  Lipsiae, Ex Officina Langenhemia 1770.
- Commentatio de Judaeis, impolsore Chresto, assidue turnultuantibus. Salfeldiae, 1779.
- Commentatio de consilio Quinctiliani, a poetis inprimis Homero et Virgilio lectionem iuvenilem esse incipiendam. Saalfeldia : Wiedemann, 1782.
- Solemnitati Lustrationis Scholasticae A. D. XXIII. April. MDCCLXXXII. Celebrandae Et Oratiunculis Sex Scholasticis Postero Die Recitandis Praemittit Commentationem De Consilio Quinctiliani, A Poetis Inprimis Homero Et Virgilio Lectionem Iuvenilem Esse Incipiendam. Institutt. Orat. L. I. C. 13. Saalfeldiae, Typis Wiedemannianis 1782.
- Ad Examen Publicum In Schola Salfeldiensi A.D. XIX. April. MDCCLXXXV. Instituendum Et Orativnculas Septem Scholasticas Postero Die Recitandas Antistites Patronos Litterarumque Fautores Humanissime Invitat Et Memoriam Schneieri, Rectoris. Salfeldiae: Wiedemann, 1785.
- Exemplum narratiuneulae Xenophonteae ad disciplinam recti justique eleganter compositae ex Cyropaed. Saalfeldiae, 1790.
- Commentatio historico-Philosophico qua M. Guilielmo Christiano Oettelio undecimum hodie muneris ephoralis annum celebrant De consuetudine veterum heroum, aliorumque illustrium virorum, mortem voluntariam sibi conciscendi, cum ab omni humanitate, tum ab omnibus verae philosophiae legibus aliena. Lipsiae, 1806.
- Seiner Hochwürden dem Herrn M. Wilhelm Christian Oettel zu Seiner funfzigjährigen Amtsjubelfeier den 24. November 1822: ein Glückwunsch in dankbarer Verehrung dargebracht von sämtlichen Landschullehrern der Saalfeldischen Inspection. Rudolstadt : Froebel, 1822.
- Glück, Heil und Seegen verleihe der Himmel dem Hochwürdigen und hochgelahrten Herrn M. Wilhelm Christian Oettel, Herzogl. Sächß. Coburg-Saalfeldischen Hofprediger. [Saalfeld] : Wiedemann, 1822.
- Für unsern geliebten Vater an Seinem frohen Jubel-Feste von Seinen Kindern. Glückwunschgedicht zum 50. Geburtstag von Wilhelm Christian Oettel. (Saalfeld : Wiedemann), 1822.